# Paritamus geniculatus
Paritamus geniculatus är en tvåvingeart som först beskrevs av Johann Wilhelm Meigen 1820.  Paritamus geniculatus ingår i släktet Paritamus och familjen rovflugor. Inga underarter finns listade i Catalogue of Life.